# ناروتو شيبودن (الموسم 2)
حلقات الموسم الثاني من ناروتو شيبودن أخرجها هاياتو داتي وأنتجها إستديو بيرو وتلفاز طوكيو. الموسم مبني على الجزء الثاني من مانغا ناروتو للمؤلف ماساشي كيشيموتو. عنوان الموسم هو اللقاء المنتظر طويلاً (遥かなる再会 هاروكانارو سايكاي) الموسم يتتبع قصة النينجا المراهق ناروتو أوزوماكي والذي وُكِّل إلى فريقه مهمة إيجاد رفيقهم ساسوكي أوتشيها الذي هجر قريتهم للتمرن مع المجرم أوروتشيمارو. عُرض الموسم على تلفاز طوكيو في اليابان من 8 نوفمبر 2007 حتى 3 أبريل 2008. أُصدر الموسم بعدئذٍ على أقراص دي في دي من 8 أبريل حتى 8 أغسطس من العام 2008 بواسطة أنيبلكس.
استخدم الموسم أغنية بداية وأغنيتي نهاية. أغنية البداية هي «مسافة» بواسطة لونغ شوت بارتي. أغنيتا النهاية كانتا "قصتك" (キミモノガタリ كيمي مونوغاتاري) بواسطة ليتل باي ليتل التي تظهر في الحلقات من 31 حتى 41، والثانية هي "متيقظ! بري" (目覚めろ!野性 ميزاميرو! ياسي) بواسطة ماتشي و«كويسشن؟» والتي تظهر في الحلقات من 42 حتى 53.

## قائمة الحلقات
| الرقم | الرقم | عنوان الحلقة | فصول المانغا | تاريخ العرض الأصلي |
| السلسلة | الموسم | عنوان الحلقة | فصول المانغا | تاريخ العرض الأصلي |
| مهمة استطلاع جسر السماء والأرض (天地橋偵察任務 تِنشي-كيو تيساتسو نينمو) (مانغا) اللقاء المنتظر طويلاً (遥かなる再会 هاروكانارو سايكاي) (أنمي) | مهمة استطلاع جسر السماء والأرض (天地橋偵察任務 تِنشي-كيو تيساتسو نينمو) (مانغا) اللقاء المنتظر طويلاً (遥かなる再会 هاروكانارو سايكاي) (أنمي) | مهمة استطلاع جسر السماء والأرض (天地橋偵察任務 تِنشي-كيو تيساتسو نينمو) (مانغا) اللقاء المنتظر طويلاً (遥かなる再会 هاروكانارو سايكاي) (أنمي) | مهمة استطلاع جسر السماء والأرض (天地橋偵察任務 تِنشي-كيو تيساتسو نينمو) (مانغا) اللقاء المنتظر طويلاً (遥かなる再会 هاروكانارو سايكاي) (أنمي) | مهمة استطلاع جسر السماء والأرض (天地橋偵察任務 تِنشي-كيو تيساتسو نينمو) (مانغا) اللقاء المنتظر طويلاً (遥かなる再会 هاروكانارو سايكاي) (أنمي) |
| --- | --- | --- | --- | --- |
| 252 | 33 | «الهدف الجديد» "أراتانارو تاجيتو" (新たなる目標)                                                                                            | 282-283 | 8 نوفمبر 2007 |
| في كونوها، بينما يستريح كاكاشي في المستشفى، تخبر ساكورا معلمتها تسونادي أن عضو الأكاتسكي الميت ساسوري أخبرها أنه سيقابل شخصًا يتجسس على أوروتشيمارو لصالحه خلال عشرة أيام على جسر السماء والأرض (التينشي). بعدئذٍ، يبحث ناروتو عن شريك لفريقه، ويقابل تشوجي ويوافق على الانضمام. حينئذٍ، يهاجم ساي الاثنين مع شيكامارو. | | | | |
| 253 | 34 | «التشكيل! فريق كاكاشي الجديد» "كيساي! شين كاكاشي هان" (結成!新カカシ班)                                                                     | 283-284 | 15 نوفمبر 2007 |
| يحاول ناروتو والآخران إمساك ساي لكنه ينسحب. في تلك الأثناء، يحاول شيوخ القرية إقناع تسونادي بعدم إرسال ناروتو إلى مهمات خارج القرية لعدم وقوعه أسيرًا للأكاتسوكي ولكنها تقسم أنها ستحمي القرية بحياتها إن وقع أسيرًا. ولكنها تضطر لتعيين ساي في الفريق تحت ضغط من دانزو شيمورا. وبسبب وجود كاكاشي في المستشفى، تعين عضو الأنبو ياماتو بدلاً منه. | | | | |
| 254 | 35 | «إضافة غير ضرورية» "غاداتينسوكو" (画蛇添足)                                                                                                 | 285، 291 | 22 نوفمبر 2007 |
| يقوم ياماتو بتولي قيادة الفريق السابع لكونوها، بينما ناروتو وساكورا يعتبران ساي غير ضروري، وبينما يتجهز الفريق للانطلاق يذهب ياماتو إلى غرفة كاكاشي بالمستشفى حيث يلتقي بجيرايا وتسونادي فيأمنوها على ناروتو و‌الوحش المذيل الخاص به ويعطوه أحد الأختام مثل الذي كان عند كاكاشي ويغادر ليلاقي فريقه في بوابة قرية الورق، لكن عندما ينطلقون يأتي أحد الإنبو ويعطي ساي ظرفًا به أوامر سرية من دانزو وينطلق الفريق السابع للإمساك بجاسوس أوروتشيمارو وإعادة ساسكي لكونوها. | | | | |
| 255 | 36 | «الابتسامة المزيفة» "إتسواري نو إغاو" (偽りの笑顔)                                                                                          | 286 | 29 نوفمبر 2007 |
| يتجه الفريق السابع نحو جسر السماء والأرض، بينما يحاول كل من ناروتو وساكورا إضحاك ساي ورؤية البسمة في وجهه لكنهما لا ينجحان، ويخبرهم ياماتو بأن يقفوا قليلا ويتفقوا على عمل الفريق ويقوم بصنع قفص من عنصر الخشب وتندهش ساكورا من ذلك لأن الوحيد الذي يمكنه ذلك هو الهوكاغي الأول هاشيراما ويقرر الفريق البقاء في الربيع ويفقد ناروتو آماله بساي. | | | | |
| 256 | 37 | «بدون عنوان» "موداي" (無題) | 287 | 29 نوفمبر 2007 |
| بعد وصول الفريق إلى الجسر تلاحظ ساكورا حركات ساي في النهر وتستنتج أنه يملك موهبة فنية، ويلاحظ ناروتو أيضًا مزيدًا من تقنياته لكنها تبقى بلا عنوان ويقرر الفريق الذهاب إلى الغابة وعندما يصلون يقوم ياماتو ببناء منزلين من الخشب للمكوث بهما ويستعدان للإمساك بالجاسوس. | | | | |
| 257 | 38 | «محاكاة التدريب على القتال» "شيميوريشن" (模擬戦闘訓練)                                                                                      | 288-289 | 6 ديسمبر 2007 |
| يقرر ياماتو بأن يدرب فريقه على الانقسام فيصنف ساكورا معه وساي مع ناروتو وأخذ ياماتو دور الجاسوس ليختبر قوتهما لكن ناروتو يقوم بغلط جسيم ويفشلون ويقرر ساي الذهاب وحده ويستشيط ناروتو غضبا منه ويخبره أن هذه هي طريقة الأنبو. | | | | |
| 258 | 39 | «جسر السماء والأرض» "تينتشيكيو" (天地橋) | 289-291 | 13 ديسمبر 2007 |
| يتنكر ياماتو في دمية هيروكو الخاصة بساسوري ويتبين أن الجاسوس هو كابوتو ويخبره بمكان أوروتشيمارو وفي نهاية الحديث يظهر أوروتشيمارو ويفاجئ الإثنين ويكتشف كابوتو أن هيروكو مجرد نسخة مزيفة ويهاجمه ويقاتله ويستعمل ياماتو عنصر الخشب ويتبين أنه كان إحدى تجارب أوروتشيمارو حيث وضع في ياماتو الحمض النووي الخاص بهاشيراما ويخبره بأن يظهر أعضاء الفريق الأخرين ناروتو وساي وساكورا المختبئين.                                                                           | | | | |
| 259 | 40 | «إطلاق عنان ذي التسعة ذيول» "كيوبي كايهو!" (九尾解放!)                                                                                      | 291 | 20 ديسمبر 2007 |
| يقوم ياماتو بالإشارة إلى ناروتو وساي وساكورا بأن يخرجوا من مخابأهم ويقفون فوق الجسر ويبدأ أوروتشيمارو بإستفزاز ناروتو ومقارنته بساسكي ويثور غضب ناروتو ويحرر ثلاثة ذيول للكيوبي ويتذكر ياماتو ما قال له جيرايا في غرفة كاكاشي بالمستشفى ويحذر ناروتو من تحرير الذيل الرابع وفقدانه السيطرة على الكيوبي. | | | | |
| 260 | 41 | «بدأ المهمة السرية العليا» "غوكوهي نينمو سوتاتو" (極秘任務スタート)                                                                         | 292-293 | 20 ديسمبر 2007 |
| يقوم ناروتو بإستجماع قوته ويهاجم كابوتو ويدمر الجسر بأكمله ويهرب كابوتو ويعارك ناروتو أوروتشيمارو في الغابة وأثناء العراك تكاد ساكورا تصاب ولكن ينقذه ياماتو ويستدعي طيرا ويطير فوقهما ويراقب المعركة ويرسل نسخة منه مع ساي ويعجز ناروتو عن إصابة أوروتشيمارو ويفتح الذيل الرابع الكيوبي. | | | | |
| 261 | 42 | «أوروتشيمارو ضد جينشوركي» "أوروتشيمارو تاي جينشوريكي" (大蛇丸VS人柱力)                                                                      | 294-295 | 10 يناير 2008 |
| بعد تحرير ناروتو لأربعة ذيول يفقد السيطرة ، يقوم بمهاجمة أوروتشيمارو ويستخدم أوروتشيمارو مجموعة من الهجمات لكنها لا تنفع مع ناروتو وتحاول نسخة ياماتو الإقتراب منه لكنه يقضي عليها ويحاول أوروتشيمارو ختمه بسيف خاص لكنه يفشل في الوصول إليه بينما يتصدى كابوتو لبقية الفريق ويبدأ الكيوبي بالتحرر. | | | | |
| 262 | 43 | «دموع ساكورا» "ساكورا نو ناميدا" (サクラの涙)                                                                                               | 296 | 17 يناير 2008 |
| يخبر كابوتو ياماتو وساكورا بأن ناروتو يفعل كل هذا لأنه لا يستطيع إعادة ساسكي إلى كونوها وتبدأ ساكورا بالبكاء وتحاول الإقتراب من ناروتو ويهاجمها لكن يحميها ياماتو بعنصر الخشب خاصته ويقوم بإستعماله لتقييد ناروتو وينجح بختمه ويدرك كابوتو أنهم قتلوا ساسوري وأنهم يحاربون الأكاتسكي أيضا ويخبرهم بأنهم ليسوا أعداء وهنا يظهر ساي ويهاجم أوروتشيمارو تحت أمر دانزو .                                                                                                  | | | | |
| 263 | 44 | «سر المعركة» "تاتاكاي نو تينماتسو" (戦いの顛末)                                                                                             | 297-298 | 24 يناير 2008 |
| بعد أن عاد ناروتو إلى طبيعته تقوم ساكورا بمعالجته بالشاكرا الطبية لكن ضعيفة بسبب تواجدهم بالغابة ويقضي أوروتشيمارو على ساي ويحاول قتله ولكنه مجرد نسخة حبر ويظهر ساي الحقيقي ويسلم لأوروتشيمارو رسالة من دانزو ويتوجه نحو فريقه إلى المخبأ ويكتشف ياماتو كتاب صور خاص بساي ويدرك أن دانزو يريد التعاون مع أوروتشيمارو لتدمير كونوها. | | | | |
| 264 | 45 | «عواقب الخيانة» "أوراغيري نو هاتي" (裏切りの果て)                                                                                           | 298-299 | 31 يناير 2008 |
| يقوم كابوتو بصنع جسد مزيف يشبه ساي لتعطيلهم وناروتو لا يزال ضعيفا فقد لم يسترجع قواه بعد ويتقدم في الفريق ولكن تتوقف ساكورا لمعالجة نفسها ويخبر ياماتو ناروتو أنه هو الذي أصابها عندما فتح أربع ذيول ويندم ناروتو كثيرا ويكمل الفريق طريقه للمخبأ واللحاق بساي. | | | | |
| 265 | 46 | «الصفحة غير المكتملة» "ميكان نو بيجي" (未完の頁)                                                                                            | 299-300 | 7 فبراير 2008 |
| يقوم ياماتو بالبحث في كتاب صور ساي ويصل إلى الصفحة حيث يوجد الفتيان (ساي وصديقه) لكنها غير مكتملة ، بينما تنطلق مجموعة من مخبأ أوروتشيمارو لإيقافهم ويتصدى لها ساي ويواجه نسخة لساسكي ويعلم أنه هو صديق ساكورا وناروتو. | | | | |
| 266 | 47 | «التسلل! وكر الأفاعي!» "سينيو! دوكوهيبي نو أجيتو" (潜入!毒蛇の巣窟)                                                                         | 301-302 | 14 فبراير 2008 |
| يعارك ساي ساسكي ويقع في غينجتسو الشارينغان ولكنه يفلت منه ويخبره أن ناروتو يعتبره كأخ له ويجيبه ساسكي بأن لديه أخ واحد وهو ذاهب لقتله ، وفي هذه الأثناء يسلم أوروتشيمارو رسالة دانزو شيمورا لكابوتو ويذهبان عائدان للمخبأ وفي هذه الأثناء يصل ياماتو وناروتو وساكورا إلى ساي. | | | | |
| 267 | 48 | «روابط» "تسوناغاري" (つながり) | 302-303 | 28 فبراير 2008 |
| يصل كابوتو وأوروتشيمارو للمخبأ أولا ويحجز كابوتو ساي في غرفة ويصل ياماتو وناروتو وساكورا للمخبأ ويقتحمانه ويجدان ساي في غرفة ويتعاركون لكنه يخبرهم أن كل هذا مجرد خطة للتجسس على أوروتشيمارو ويظهر مشاعره تجاههم وتسلمه ساكورا كتاب صوره ويخبره ناروتو إلى كل ما يمكنه فعله لإعادة ساسكي لكونوها. | | | | |
| 268 | 49 | «شيء مهم» "تايسيتسو نا مونو" (大切なモノ)                                                                                                   | 304 | 6 مارس 2008 |
| قبل أن يذهب فريق ياماتو إلى ساسكي يعترض كابوتو طريقهم ويقاتله ياماتو وساكورا بينما يسأل ساي ناروتو إن كان يمكن أن تجمع علاقة بينهما تشبه العلاقة التي تجمعه بساسكي ويحرره ناروتو وينضمان للمعركة ويقضون على كابوتو ويحبسانه ويجبرونه على إخبارهم بمكان ساسكي وينجحون بذلك ويترك ياماتو نسخة له لحراسة كابوتو ويذهبون إلى ساسكي ويستعد أوروتشيمارو لقدومهم وينقسمان حيث يسلك ياماتو وساكورا طريق وساي وناروتو طريق ٱخر .                                               | | | | |
| 269 | 50 | «قصة كتاب الصور» "إيهون غا كاتارو سوتوري" (絵本が語る物語)                                                                                  | 304-305 | 13 مارس 2008 |
| يتلقى أوروتشيمارو لناروتو وساي ويعاركهم ويهزمهما ويخبر ساي ناروتو بحقيقة كتاب صوره وأن الشخص الٱخر في كتابه هو أخوه الصغير ويتفاجأ ناروتو منه ويتيقن حقا أنه كان على حق ويأتي ياماتو وساكورا وينقذهما ويكمل ساي طريقه لساسكي في حين تجد نسخة ياماتو رسالة دانزو عند كابوتو ويتأكد من صحة كلام ساي ويأتمنوه على ساسكي بينما يتصدون الباقي لأوروتشيمارو. | | | | |
| 270 | 51 | «جمع الشمل» "سايكاي" (再会) | 305-307 | 20 مارس 2008 |
| يصل ساي لغرفة ساسكي ويهاجمه ويتعاركان ويدمران الغرفة ويرى بقية الفريق ذلك ويظهر ساسكي بجانب أوروتشيمارو ويعود ساي لفريقه ويخبرهم بأنه مستعد لإعادة ساسكي لكونوها معهم وخيانة أوامر دانزو التي تقتضي بقتل ساسكي وبذلك يكتسب ثقة ناروتو وساكورا ويرى ياماتو أنه يستحق الإطراء وأنه ليس أنانيا كدانزو. | | | | |
| 271 | 52 | «قوة الأوتشيها» "أوتشيها نو تشيكارا" (うちはの力)                                                                                           | 307-309 | 20 مارس 2008 |
| يهاجم ساسكي ناروتو وينضم ساي للعراك لكن يقضي عليهما ساسكي بواسطة مهارة إستخرجها من شيدوري خاصة به وتحاول ساكورا مساعدتهما لكن يوقفها كابوتو وأوروتشيمارو ويساعدها ياماتو في قتالهما ويحاول ناروتو استخراج قوة الكيوبي لكن يستعمل ساسكي الشارينغان ويدخل إلى عقله ويقابل الكيوبي ويقارنه بجده الأكبر مادارا أوتشيها لكن يمنع ساسكي تدفق شاكراه ويقضي على ناروتو ويحاول قتله ويحذره الكيوبي من فعل ذلك.                                                                 | | | | |
| 272 | 53 | «لقب» "تايتورو" (題名) | 309-310 | 3 أبريل 2008 |
| يتجاهل ساسكي كل تحذيرات الكيوبي ويحاول قتل ساي وناروتو بمهارة خاصة وينسحب أوروتشيمارو وكابوتو من معركتهما ويمنعان ساسكي من فعل ذلك ويخبرانه بإستخراج معلومات عن الأكاتسكي من ناروتو ويفعل ذلك بسرعة ويغادرون المخبأ ويفشل ناروتو في إعادة ساسكي ويعود الفريق إلى القرية ويقدم ياماتو تقريره للهوكاغي تسونادي التي تغضب من دانزو الذي هو بدوره غاضب من ساي ويطلب ساي منه البقاء مع الفريق للتحري عنهم أكثر ويسمح له دانزو بذلك.                                        | | | | |

## إصدارات منزلية
| مجلد | تاريخ        | أقراص | حلقات | مرجع  |
| ---- | ------------ | ----- | ----- | ----- |
| 1    | 2 أبريل 2008 | 1     | 33–36 | [ 5 ] |
| 2    | 9 مايو 2008  | 1     | 37–40 | [ 5 ] |
| 3    | 4 يونيو 2008 | 1     | 41–44 | [ 5 ] |
| 4    | 2 يوليو 2008 | 1     | 45–48 | [ 5 ] |
| 5    | 6 أغسطس 2008 | 1     | 49–53 | [ 5 ] |

## المعلومات
1. ↑  ذو التسعة ذيول (九尾 كيوبي؟، تعني حرفيًا "تسعة ذيول"). في النسخة العربية: الثعلب ذي التسعة ذيول.
2. ↑  جينشوركي (人柱力 جينشوريكي؟، تعني حرفيًا: قوة الإنسان الضحية)، وهي تشير إلى الإنسان الذي خُتم به وحش مذيل.